# Жатва (станция)
Жатва — железнодорожная станция Омского отделения Западно-Сибирской железной дороги, расположенная на линии «Омск — Иртышское» западнее посёлка Новоуральский в Таврическом районе Омской области.
Одноимённый посёлок при станции.

## История
Открыта в 1960 году одновременно с пуском движения по линии «Омск — Иртышское» на юг от Транссиба.
В 2020 году впервые за Уралом, на станциях Мариановка и Жатва, остановочных пунктах Новокиевский и Густафьево (все — Омский регион) установлены над путями посты автоматизированного контроля грузовых составов. С помощью ультразвуковых, инфракрасных датчиков, видеокамер с высоким разрешением и других современных технологий инновационный прибор способен автоматически определить неисправности грузового вагона, пропущенного сквозь рамку.

## Пассажирское движение
Пригородное и местное сообщение
На 2016 год пригородное сообщение представлено тремя парами электропоездов, связывающими станцию с Омском и югом области на Иртышском направлении.
Поезда дальнего следования
В дальнем сообщении Жатва является, как правило, второй остановкой при движении от Омска. По состоянию на 2017 год на станции останавливается одна пара поездов — № 109/110Н Омск — Рубцовск.
| № поезда | Маршрут движения | № поезда | Маршрут движения |
| -------- | ---------------- | -------- | ---------------- |
| 109      | Омск — Рубцовск  | 110      | Рубцовск — Омск  |

## Грузовая работа
По объёму выполняемой работы станция относится к 4 классу, открыта для грузовой работы по параграфу 3.